# Stade Francis-Rongiéras
Le stade Francis-Rongiéras, anciennement appelé « stade municipal »,  est le principal stade de la ville de Périgueux. Situé au nord-ouest de la ville en direction d'Angoulême, le CA Périgueux, club de rugby à XV évoluant en Nationale, en est le club résident.

## Historique
Le stade Francis-Rongiéras est un stade inauguré en 1976 sous le nom de « stade municipal » ; il était composé d'un terrain d'honneur destiné au rugby que ceinture une piste d'athlétisme au sein d'un vaste complexe sportif comprenant plusieurs terrains annexes dont le vieux stade Roger-Dantou et où évoluent l'ensemble des équipes du CA Périgueux. 

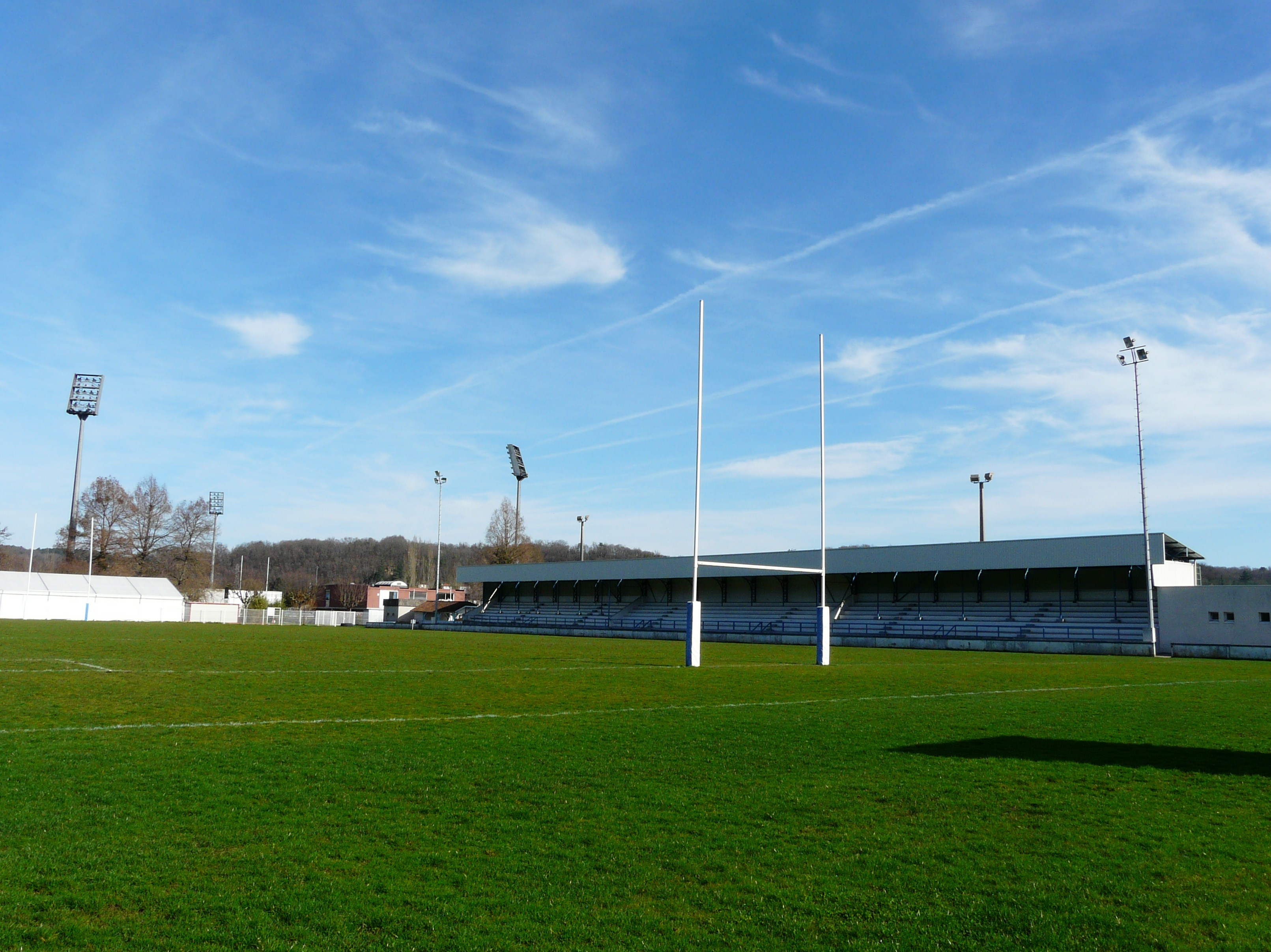
Le vieux stade Roger-Dantou (ici en février 2014) constitue avec le stade Francis-Rongiéras l'une des annexes du complexe sportif.

Le 29 janvier 1978, dans les 32es de finale de la Coupe de France, l'AS Saint-Étienne rencontre le SCO d'Angers sur terrain neutre au stade municipal devant 11 717 spectateurs.  
Le terrain d'honneur porte le nom du rugbyman Francis Rongiéras après que celui-ci décède sur le terrain du Club olympique Périgueux-Ouest le 15 juin 1991, à l'âge de 33 ans,,. C'est en 2008 que le stade municipal a été baptisé à son nom, sur proposition du maire de Périgueux, Michel Moyrand, alors que sa voie d'accès a pris le nom de rue Francis-Rongiéras depuis 2001.
Le stade est rénové en septembre et octobre 2010.
Une petite tribune est construite en septembre 2010 en face de la tribune principale. Avec l'ajout d'un dallage, elle remplace un ancien gradin qui est alors démonté. Les deux tribunes peuvent accueillir respectivement 3 000 et 3 520 personnes. La capacité d'accueil habituelle du stade est de 10 220 places dont 6 520 places assises. 
Le 10 janvier 2010, 10 200 personnes assistent à la rencontre de coupe de France entre le Trélissac Football Club, club de football de la banlieue de Périgueux, et l'Olympique de Marseille,. 
Avec le démarrage du Club athlétique Périgueux Dordogne en Championnat de France de 2e division et les demandes de la Fédération française de rugby à XV qui en découlent, la Ville de Périgueux réaménage le stade entre l'été 2011 et le 8 février 2012, avec les 274 000 € que le club reçoit lors de son changement de division, ajoutés aux 64 464 € du conseil régional d'Aquitaine et aux 9 000 € de l'État. Sont rénovés l'aire de jeu (6 700 €), les vestiaires des arbitres (1 000 €), les panneaux publicitaires (20 000 €), les loges (51 000 €), plus celle réservée aux commentateurs sportifs (5 400 € de plus), l'espace d'accueil sous un nouveau chapiteau de 15 mètres sur 35 (137 000 €), l'équipement du club-house (7 000 €), les bureaux dans des constructions modulaires (18 000 €), ainsi qu'un enrobé autour de la petite tribune (28 000 €),. Le projet de l'établissement d'une salle de musculation est refusé.
La boutique du club de rugby à XV se trouve à l'entrée du stade.
Le mercredi 9 février 2022, le Bergerac Périgord FC, club de Dordogne pensionnaire de National 2, accueille le FC Versailles 78 autre pensionnaire de N2 pour le quart de finale de la Coupe de France.
Le complexe sportif municipal entre dans une phase de travaux en 2023-2024. Dans un premier temps, le stade Roger-Dantou, qui sert de terrain d'entraînement au Club athlétique Périgueux Dordogne (CAP), va à partir de mars 2023 être mis à niveau pour que l'équipe première du CAP s'y produise en compétition officielle pour la saison 2023-2024, avec création de main courante et de tunnel rétractable et augmentation de sa capacité d'accueil passant de 1 200 à 2 900 personnes. Une fois ceux-ci réalisés, les travaux investiront le stade Francis-Rongiéras à partir de septembre 2023 pour améliorer les grandes tribunes, créer un ascenseur pour les personnes à mobilité réduite ainsi qu'une entrée supplémentaire au niveau de la voie des Stades et mieux sécuriser les entrées du tennis. Pendant ce temps, la piste d'athlétisme du stade Francis-Rongiéras restera opérationnelle jusqu'en juin 2024, avant d'être supprimée. Entre-temps, la nouvelle piste d'athlétisme de 400 m, homologuée pour des compétitions régionales, sera créée autour du stade de la Font-Pinquet où s'entraînent les enfants et les jeunes rugbymen. En 2025, quatre jours avant le 26 avril pour l'inauguration du stade Francis-Rongiéras rénové (match CAP-Rouen), l'Isle entre en crue à la suite de très fortes précipitations sur deux jours, atteignant 3,43 m à Périgueux dans la nuit du 21 au 22. Le stade se retrouve par endroits avec une trentaine de centimètres d'eau. Lors de la journée d'inauguration avec un match opposant le CAP au club de Rouen, les locaux s'imposent sur le score de 28-25 avec une affluence de 6 728 spectateurs.

## Fréquentation
Les 10 meilleures affluences records du stade Francis-Rongiéras[réf. souhaitée]
| #  | Équipe no 1          | Équipe no 2             | Score           | Affluence | Année | Compétition                        | Sport      |
| -- | -------------------- | ----------------------- | --------------- | --------- | ----- | ---------------------------------- | ---------- |
| 1  | AS Saint-Étienne     | SCO Angers              | 3-1             | 11 717    | 1978  | 1/32e – Coupe de France            | Football   |
| 2  | Trélissac FC         | Olympique de Marseille  | 0-2             | 10 200    | 2010  | 1/32e – Coupe de France            | Football   |
| 3  | CA Périgueux         | RC Massy                | 20-25           | 8 000     | 2011  | Demi-finale – Pro D2               | Rugby à XV |
| 4  | Trélissac FC         | LOSC Lille              | 1-1 (4-2 t.a.b) | 7 528     | 2016  | 1/16e – Coupe de France            | Football   |
| 5  | CA Périgueux         | Rouen Normandie Rugby   | 28-25           | 6 728     | 2025  | Nationale                          | Rugby à XV |
| 6  | Périgueux FC         | RC Lens                 | 0-4             | 6 100     | 1987  | Quarts de finale – Coupe de France | Football   |
| 7  | Bergerac Périgord FC | FC Versailles 78        | 1-1 (4-5 t.a.b) | 6 000     | 2022  | Quarts de finale – Coupe de France | Football   |
| 8  | CA Périgueux         | USO Nevers              | 9-14            | 5 326     | 2014  | Fédérale 1                         | Rugby à XV |
| 9  | CA Périgueux         | CS Bourgoin-Jallieu     | 18-25           | 4 300     | 2012  | Pro D2                             | Rugby à XV |
| 10 | Trélissac FC         | FC Béziers Méditerranée | 2-2 (5-3 t.a.b) | 4 000+    | 1985  | 7e tour – Coupe de France          | Football   |